# Sten Stensson Stéen från Eslöv
Sten Stensson Stéen från Eslöv är en svensk dramafilm från 1924 i regi av Elis Ellis.

## Om filmen
Filmen premiärvisades 7 januari 1924 på biograferna Palladium i Malmö och Skandia i Stockholm. Filmen spelades in i Lund och Eslöv av Hans Block. Som förlaga har man John Wigforss pjäs Sten Stensson Stéen från Eslöf som uruppfördes 1902.

## Rollista
- Elis Ellis – Sten Stensson Stéen, student
- Axel Hultman – Sten Månsson, hans far, bonde
- Frida Dahlskog – mor Månsson
- Sam Ask – Jonas Urman
- Kurt Welin – Per Urman
- Inga Ellis – Anette Strand
- Edvin Adolphson – Löfman, godsägare
- Hilda Castegren – fru Lindgren, inackorderingstant
- Helga Carlson – Elin, fru Lindgrens dotter
- Elsa Lindqvist – Hildegard, Anettes syster
- Frans Oscar Öberg – Jöns
- Eric Sundborg – Anders Persson
- Frithiof Hedvall – Truls
- Knud Almar – Falengren, docent